# Lundelm
Lundelm (Elymus caninus) är en växtart i familjen gräs.